# 若夫坦齊
49°59′33″N 24°14′18″E / 49.99250°N 24.23833°E
若夫坦齊（烏克蘭語：Жовтанці），是烏克蘭西部的村莊，隸屬利維夫州的利維夫區。該村始建於1358年，面積20.46平方公里，海拔高度235米，2023年人口3,469，人口密度每平方公里244.37人。